# Cycling Manager-serien
Cycling Manager-serien er en serie af succesfulde, real-time computerspil udviklet af den franske computerspiludvikler Cyanide Studio, store spildatabase, flydende gameplay og habile management-del er spillene blevet et fast inventar på markedet over sports- og simulationsspil. 

## Beskrivelse
Cycling Manager kan godt være et ret indviklet spil, specielt for de knap så cykelinteresserede, så det kan være godt at kende spillets egentlige formål og dets egentlige plusser og minusser, før man går i krig med det.

## Spillets formål
I Cycling Manager går det ud på at vinde cykelløb, holde en stram økonomi og gennemføre sæsonen med et plus både sportsligt og økonomisk. Dertil kommer andre dele af spillet, hvor man kan træne sine ryttere, handle med andre hold, køre løb efter sin helt egen taktik og prøve at få sit eget hold til at få de helt store sejre.
Når man først har gennemført én sæson, udvides spillets horisont en del. Du får nemlig muligheden for enten at skifte holdet ud med et andet, der søger ny sportsdirektør, eller også kan du blive og forsøge at føre dit eget madnskab til sejr i Cya Top Tour (en fiktiv cykelliga, som erstatter ProTour'en).

## Opbygning
Spillet er opbygget af flere forskellige dele – to fundamentale dele; en management-del, hvor du kan handle, snakke og træne med ryttere, tilmelde holdet de løb, du vil satse på, tegne kontrakter med nye sponsorer og prøve at opfylde din hovedsponsors mål, som denne har sat for dig og dit hold i sæsonens start; og en simulations-del, som indebærer en flot grafisk del, der for alvor kommer til udtryk, hvis din computer kan holde til den fulde grafiske opsætning. 
Dertil kommer spildatabasen, som indeholder hold, ryttere og alt, hvad spillet indeholder. Det er enddog muligt at downloade en editor, så du kan rette i databasen og forme spillet efter dine egne, specifikke behov. Der findes endvidere adskillige færdige databaser på Internettet, som skildrer forskellige tidsperioder i cykelhistorien. 

### Management-delen
På hovedskærmen toner management-delen frem. Du har flere forskellige muligheder her: Du kan skrive og/eller forny kontrakter med ryttere du har eller som du vil have. Det gælder om at være striks og ikke bruge for mange penge på værdiløse køb. Du har en pengebeholdning at bruge af fra din sponsors side, og denne bliver ikke glad, hvis du går bankerot i slutningen af året. 
Under management finder du også træning, hvor du kan tilpasse dine rytteres formkurver, så de kan toppe i lige præcis de løb, som du og/eller din sponsor gerne vil vinde. Det er også her, du skal holde dine unge rytteres talenter ved lige og måske endda udvikle dem, så de en dag kan blive Tour de France-vinder. 
En vigtig del af spillet er dine mål. Din hovedsponsor stiller i starten af sæsonen nogle mål, alt efter hvilket hold du er. Jo bedre du formår at gennemføre disse opsatte mål, jo større et budget vil du starte op med i den kommende sæson. Modsat skal du ikke være ligeglad med målene, for holder du ikke sponsoren tilfreds, kommer næste sæson ikke til at byde på så meget fremgang, som man kunne have håbet på. 
En anden del af de sekundære sponsorer; du kan have 3 af dem i alt og de giver alle tre en lille indsprøjtning til dit budget alt efter hvor vigtige de er. I Cycling Manager-serien kan du også købe udstyr: Der er et bredt udvalg af stel, hjul og hjelme i kendte mærker, som du kan udstyre dit hold med – jo dyrere jo bedre bonus giver det, når du eksempelvis kører opad.
Derudover kan du tilmelde dig løb, snakke med rytterne og lidt andet lir, som der bliver proppet på, som årene går. I den nyeste version er det muligt at læse interviews med forskellige ryttere i avisen.

### Simulations-delen
I simulations-delen, eller løbsdelen, ligger hele spillets charme. Det er scenerierne og gameplayet i denne del, der for alvor gør Cycling Manager værd at bruge tid på. Grafikken er i udvikling, og selvom den heller ikke er banebrydende, så er det flot at se på, når f.eks. Carlos Sastre bestiger de høje tinder medens han skærer igennem et væld at tilskuere, der løber foran ham med det spanske flag, og hans navn står tegnet i asfalten under hans hjul.

## Forskellige spiltyper
I Cycling Manager kan du enten spille singleplayer med computeren – her kan du vælge mellem karriere, etapeløb, klassiker eller enkelt etape – eller du kan spille multiplayer, hvor du over Internettet eller på LAN (Local Area Network) kan konkurrere med dine venner.

## Historie
Cyanide Studio blev grundlagt i 2000. I 2001 kom det første spil i serien, kaldet Cycling Manager. Dette blev grundlaget for computerspiludvikleren kommende succes og er også skyld i, at vi den dag i dag bliver udstyret med flere forskellige simulationsspil inden for både rugby, cykling, ridning og flere andre. 
Siden det første spil er de kommet i en ny version hvert år – med stadigt forbedret gameplay og grafisk del. Screenshotsene bliver flottere og flottere og spildatabasen bliver bedre og mere præcis. I 2005-versionen besluttede man at ændre titlen til Pro Cycling Manager, og i 2006 fik spillet tildelt den officielle Tour de France-licens. Seneste skud på stammen er Pro Cycling Manager 2013, der udkom omkring starten af Tour de France 2013.

### Tidslinje
- 2001 – Cycling Manager – Første spil i serien,
- 2002 – Cycling Manager 2
- 2003 – Cycling Manager 3
- 2004 – Cycling Manager 4
- 2005 – Pro Cycling Manager – Navneskifte i forbindelse med indførelsen af Pro Touren.[kilde mangler]
- 2006 – Pro Cycling Manager 2006 – Første spil med Tour de France-licens.
- 2007 – Pro Cycling Manager 2007 – Første spil i serien der kom til PSP.
- 2008 – Pro Cycling Manager 2008 – Første gang banecykling er med i serien.
- 2009 – Pro Cycling Manager 2009
- 2010 – Pro Cycling Manager 2010
- 2011 – Pro Cycling Manager 2011 - Første gang spillet er udgivet på PS3 og Xbox 360, under navnet Tour de France og med lidt andet gameplay.
- 2012 – Pro Cycling Manager 2012
- 2013 - Pro Cycling Manager 2013
- 2014- Pro Cycling Manager 2014
- 2015- Pro Cycling Manager 2015
- 2016 – Pro Cycling Manager 2016
- 2017 – Pro Cycling Manager 2017
- 2018 – Pro Cycling Manager 2018
- 2019 – Pro Cycling Manager 2019
- 2020 - Pro Cycling Manager 2020

### Fejl og mangler
Det har i alle årene (med faldende tendens) været svært at få retten til navne fra de forskellige hold, så i alle spillene møder du ryttere som f.eks. Lance Neilstrung, Jan Ullrach, Erik Zobel, Alexander Vanukourov og mange flere. I takt med at spillet bliver mere populært, lykkes det Cyanide at få flere licenser ind.  
Det medfølger dog som regel en dataeditor til spillet, der gør at man selv kan gå ind at rette disse navne, hvis der føles behov for dette. 